# Inspektorat Środkowy Armii Krajowej
Inspektorat Środkowy  Armii Krajowej – terenowa struktura Okręgu Polesie Armii Krajowej (Kobryń).

## Struktura organizacyjna
Struktura organizacyjna podana za Atlas polskiego podziemia niepodległościowego:
- Obwód Kobryń
- Obwód Kossów Poleski